# Mike Day
Mike Day, född den 19 oktober 1984 i Tarzana, Kalifornien, är en amerikansk tävlingscyklist som tog silver i BMX vid olympiska sommarspelen 2008 i Peking. 